# ジョージ・ハバシュ

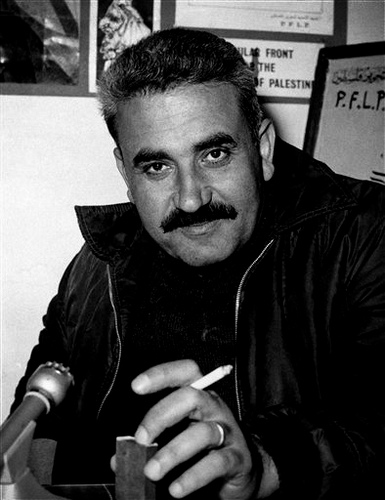
ジョージ・ハバシュ

ジョージ・ハバシュ（阿: جورج حبش, 英: George Habash, 1926年8月2日 - 2008年1月26日 ）はパレスチナ解放人民戦線指導者、医学博士。

## プロフィール

### 生い立ち
リッダ（現在のロード）でギリシャ正教の一家に生まれた。一家は1948年７月に起きたイスラエルによるリッダの虐殺によって「難民」となる。ハバシュはベイルート・アメリカン大学で医学生となり、1950年代からパレスチナ解放運動に共鳴するようになる。

### PFLP

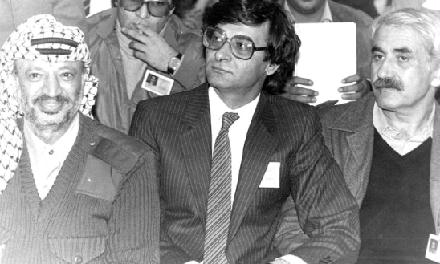
右からハバシュ、マフムード・ダルウィーシュ、ヤーセル・アラファート

マルクス・レーニン主義の革命理論を盾に、1967年パレスチナ解放組織「パレスチナ解放人民戦線（PFLP）」を結成。イスラエルによるヨルダン川西岸のガザの行政が始まる以前の1960年代から1970年代にかけ、日本赤軍やバーダー・マインホフ・グループ、カルロスなどと協力し多くのハイジャックやテロを煽動した。

### 晩年
2000年5月にPFLP議長を引退し、シリアのダマスカスに居住していたが、2008年1月26日に亡命先のヨルダンの首都のアンマンにて心不全で死去、81歳。

## 脚註
1. ↑  （ユダヤ人社会・イスラエルでは「管理」「管理地区」「行政地区」「ヒトナハルート」、アラブ諸国では「（イスラエル全域を指して）占領」「占領地」「不法占拠」「（不法な）入植（地）」と表現する）